# Bhatkal
Bhatkal o Susagadi (sànskrit Manipura, kannada ಭಟ್ಕಲ) és un municipi portuari al districte d'Uttara Kannada a Karnataka, Índia. Està situada a 13° 58′ N, 74° 34′ E / 13.97°N,74.57°E i la seva població (2001) era de 31.785 habitants (1881: 5.618 habitants; 1901: 6.964). La ciutat té dues antigues mesquites i els musulmans locals són anomenats navayats (nous vinguts) i serien d'origen persa arribats des del segle viii. Els temples de Khetapai Narayan Devasthan, de pedra blanca, el Shantappa 
Naik Tirumal Devasthan, de basalt negre, el Raghunath Devasthan, d'estil dravídic i el Jattapa 
Naikana Chandranatheshwar Hasti, jainista, són els monuments antics principals.

## Història
Al segle x va estar en possessió dels Cola. Fou part del regne dels Hoysala del 1291 al 1343, i després va passar a Vijayanagar; a la desintegració d'aquest regne a la segona meitat del segle xvi els governants saluva d'Hadwalli es van apoderar de la vila; llavors s'hi van construir diversos temples. Els portuguesos hi van tenir presència al segle xvi i XVII. Apareix aleshores com Battecala i Baticala i abans havia estat esmentada com Batticala; era centre de comerç on venien mercaders d'Ormuz i Goa buscant canya de sucre i arròs. La primera factoria portuguesa es va establir el 1505, però després va perdre importància amb la conquesta portuguesa de Goa el 1511. Els britànics van intentar fundar un establiment el 1638 i altre cop el 1668 però van fracassar. Vers el 1759 va passar a Haider Ali de Mysore i després al seu fill Tipu Sultan; a la mort d'aquest el 1799 en la batalla contra els britànics a Seringapatam, va passar als vencedors.